# Questenberg (Adelsgeschlecht)

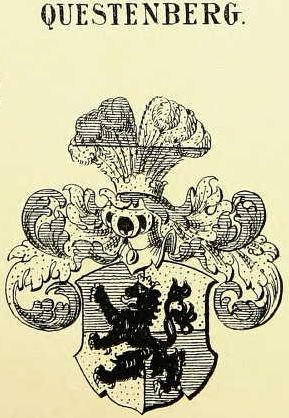
Wappen der Kölner Questenbergs

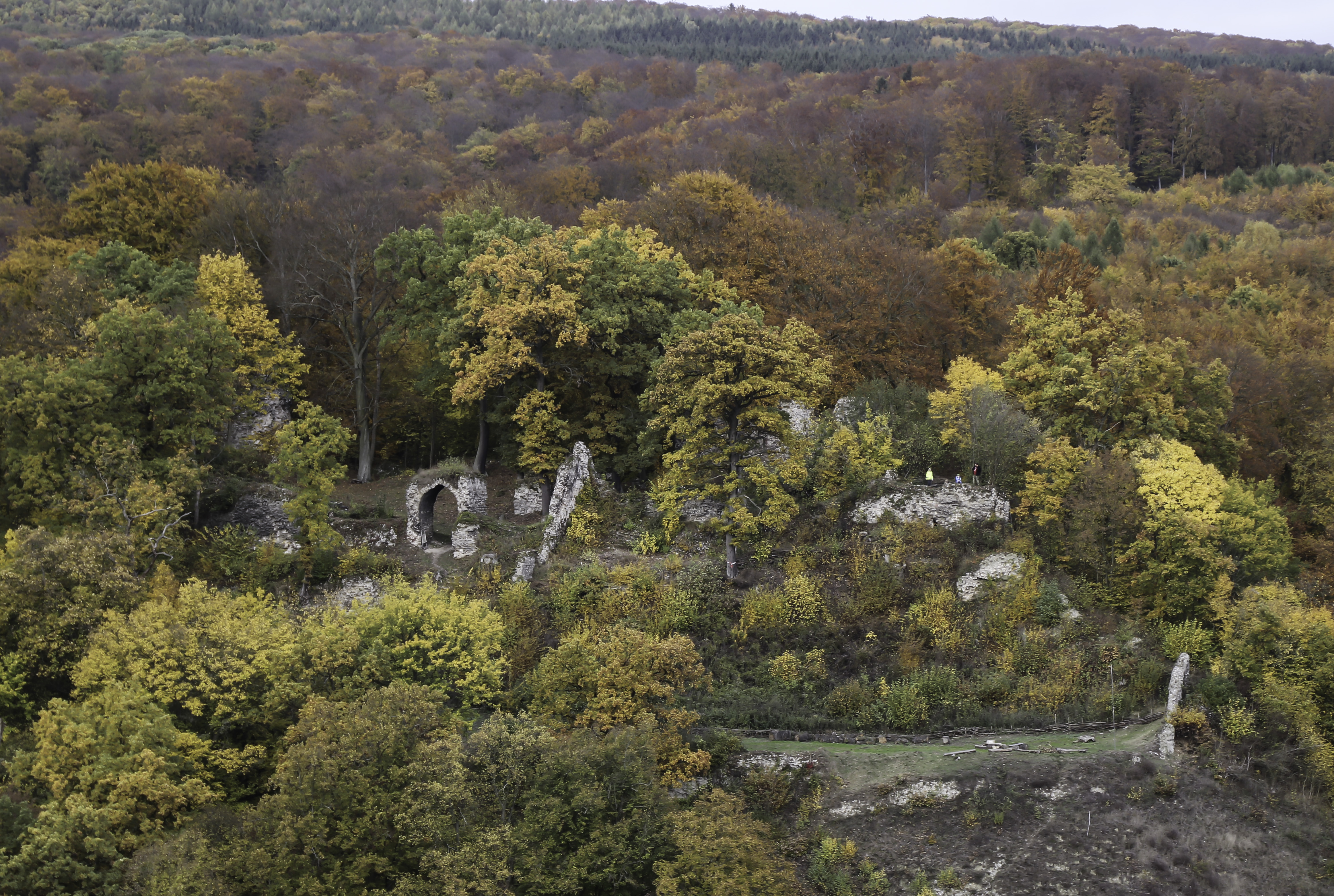
Ruine der Burg Questenberg

Die Questenberg sind eine Nebenlinie des alten thüringischen Ministerialengeschlechts von dem Rode (auch: vom Rode, lat. de Novali), welche sich nach der gleichnamigen Burg Questenberg, oberhalb des Dorfes Questenberg benannte.

## Geschichte
Die erste urkundliche Erwähnung eines Namensträgers erfolgte am 24. Februar 1275, als der zur Burgmannschaft der Burg Questenberg gehörende Knappe des Grafen Friedrich von Beichlingen, Fridericus de Questenberg, als Zeuge auftritt. Friedrich, der vermutlich Vogt auf der Burg war, nach der er sich benannte, erscheint noch mehrfach bis 1303.
Ein Ritter Heinricus de Questenberg wird zwischen 1346 und 1386 erwähnt. Dieser Heinrich von Questenberg entstammte dem Geschlecht derer von dem Rode und war ein Sohn des Ritters Wedigo von dem Rode, welcher 1349, nachdem die Beichlinger Grafen Burg und Amt Questenberg an die Grafen von Hohnstein abgetreten hatten, gemeinsam mit seinen beiden Brüdern, dem Knappen Heinrich d. Ä. und dem Ritter Heinrich d. J. von dem Rode, mit dem „hus zcuo Questinberg“ und einigen umliegenden Dörfern erblich belehnt wurde. Allerdings befand sich der Questenberg bereits vor 1349 im Pfandbesitz, vielleicht sogar im Lehnsbesitz derer von dem Rode/von Questenberg. Ein familiärer Zusammenhang zwischen dem Burgmann Friedrich von Questenberg und den Lehnsmannen von dem Rode/von Questenberg ist nicht belegbar und auch nicht wahrscheinlich. Es gilt hingegen als sicher, dass der Stammsitz derer von dem Rode in der Nähe von Auleben liegt.
Der älteste bekannte Vertreter derer von dem Rode ist Hugo de Novali, welcher in einer Urkunde des Klosters Walkenried aus dem Jahre 1239 erwähnt wird. Da diese Urkunde familiäre Zusammenhänge einer mit den von dem Rode verschwägerten Familie über mehrere Generationen sehr detailliert beschreibt, erschließt sich aus dem Kontext zweifelsfrei, dass Hugo von dem Rode um das oder vor dem Jahr 1150 geboren wurde.
1383 verkauften die Grafen von Hohnstein die Besitzung an den Landgrafen Balthasar von Thüringen, welcher sie nacheinander an verschiedene Familien verpfändete. Spätestens zu diesem Zeitpunkt hatten die letzten Questenbergs/Rodes die Burg verlassen. Einige Mitglieder der Familie saßen weiterhin als Pfandnehmer auf der Burg Falkenstein (nachweisbar bis 1388, vielleicht aber bis 1423), andere waren inzwischen als Bürger, teils auch als Patrizier in Hansestädten wie Braunschweig, Danzig oder Köln, aber auch in London ansässig geworden. Heneke (Heinrich) Questenberg erscheint zwischen 1374 und 1399 unter den Bürgern Braunschweigs. Unter seinen Söhnen treten insbesondere die Hansekaufleute Tilmann (Tyle) Questenberg (* um 1380; † 1446 in Köln) und Hermann Questenberg (* um 1400; † 1485 in Danzig) in Erscheinung. Während die Braunschweiger Linie ab Anfang des 15. Jahrhunderts im Umland Braunschweigs Grundbesitz erwarb und auf diesem später ansässig wurde, betätigten sich die Kölner Questenbergs zunächst sehr erfolgreich im Fernhandel.
Zu Beginn des 17. Jahrhunderts breiteten sie sich auch nach Österreich und Böhmen aus und gelangten hier zu Würden und Reichtum. 1661 wurde ihnen in Böhmen und Mähren der Ritterstand bestätigt. Johann wurde Kriegssekretär und Registrator unter Kaiser Matthias.

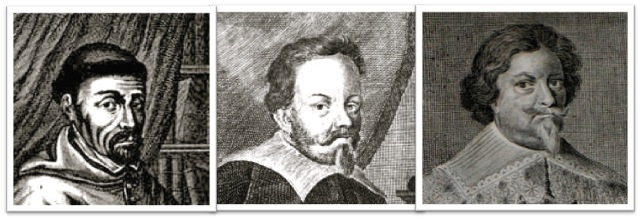
Kaspar, Gerhard und Hermann von Questenberg

Von seinen Enkeln wurde Gerhard zum Geheimrat unter Kaiser Ferdinand II. und gemeinsam mit seinem Bruder, dem Reichshofrat Hermann, am 17. März 1627 zum Freiherrn erhoben. Ein weiterer Bruder, Kaspar, wurde Abt des Klosters Strachow in Prag.
Gerhard erwarb die von Gegnern des Kaisers konfiszierten Herrschaften Jarmeritz in Mähren (1623) und Petschau in Westböhmen (1624); er war Verbindungsmann Wallensteins in Wien und vertrat dort dessen Interessen. In der Phase wachsender Spannungen zwischen dem Kaiser (bzw. mächtigen Beratern desselben) und seinem Generalissimus versuchte Gerhard von Questenberg, zwischen ihm und dem Kaiser zu vermitteln, konnte aber seine Ermordung nicht verhindern.

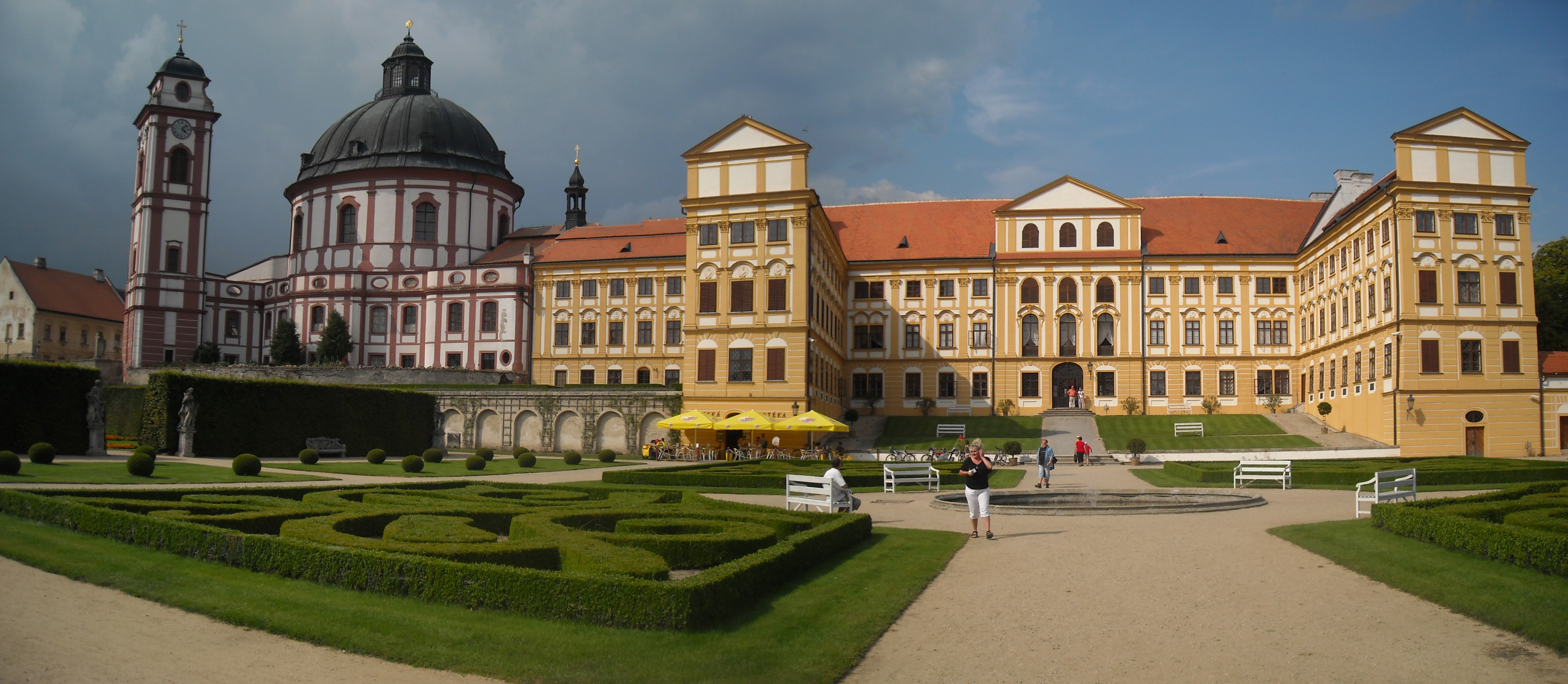
Schloss Jarmeritz

Im Besitz der Herrschaften Jarmeritz und Petschau folgte Gerhard ab 1661 Johann Anton und ab 1686 Johann Adam von Questenberg, welcher Jarmeritz barock umgestalten ließ. Beide Herrschaften blieben bis 1752 im Familienbesitz.
Kaiser Leopold I. erhob durch Diplom vom 25. Januar 1696 Gerhard Freiherrn von Questenberg in den Grafenstand. Die gräfliche Linie in Böhmen und Mähren erlosch mit Johann Adam Graf von Questenberg († 1752). 1761 erlangte Dominik Andreas Fürst von Kaunitz-Rietberg, der von seiner Tante Maria Antonia von Questenberg zum Erben eingesetzt war, die Namensvermehrung „Kaunitz-Rietberg-Questenberg“. 1813 verkauften die Kaunitz Petschau. Nach dem Aussterben der Kaunitz im Mannesstamm erlangte 1898 Rudolf Christian Graf von Wrbna und Freudenthal († 1927) für sich und seine Nachfolger als Inhaber des Kaunitz’schen Fideikommisses eine Namens- und Wappenvereinigung als „Wrbna-Kaunitz-Rietberg-Questenberg und Freudenthal“. Diese Familie besaß, unter anderem, Jarmeritz bis zur Enteignung 1945.

## Wappen
Das Wappen, unter dem Heinrich von Questenberg noch 1386 siegelt, zeigt einen Baum auf einem Dreiberg. Das von diesem vollkommen verschiedene Wappen der patrizischen Kölner Questenbergs ist von Blau und Gold geviert. Darüber ein schwarzer gekrönter Löwe. Auf dem gekrönten Helm mit blau-goldenen Decken, sechs Straußenfedern, die wie der Schild Bau und Gold geviert sind.

## Bekannte Vertreter
- Gerhard von Questenberg (1586–1646), deutscher Diplomat und Staatsmann
- Kaspar von Questenberg (1571–1640), deutscher Abt, Generalvikar der böhmischen Zirkarie
- Johann Adam von Questenberg (1678–1752), österreichischer Adliger, Reichshofrat, Musikfreund und Mäzen